# Xhevdet Gela
Xhevdet Gela (serb.-chorw. Dževdet Gela, ur. 14 listopada 1989 w Vučitrnie) – kosowski piłkarz albańskiego pochodzenia występujący na pozycji pomocnika w klubie HIFK Fotboll.

## Kariera klubowa
Grę w piłkę nożną rozpoczął w wieku 7 lat w amatorskim klubie Kiuruveden Palloilijat z Kiuruvesi w środkowej Finlandii. Po przeprowadzce do Espoo trenował w FC Honka oraz FC Espoo. W dalszej kolejności szkolił się w akademiach piłkarskich AC Allianssi, które opuścił po bankructwie klubu w 2005 roku, oraz w Atlantis FC.

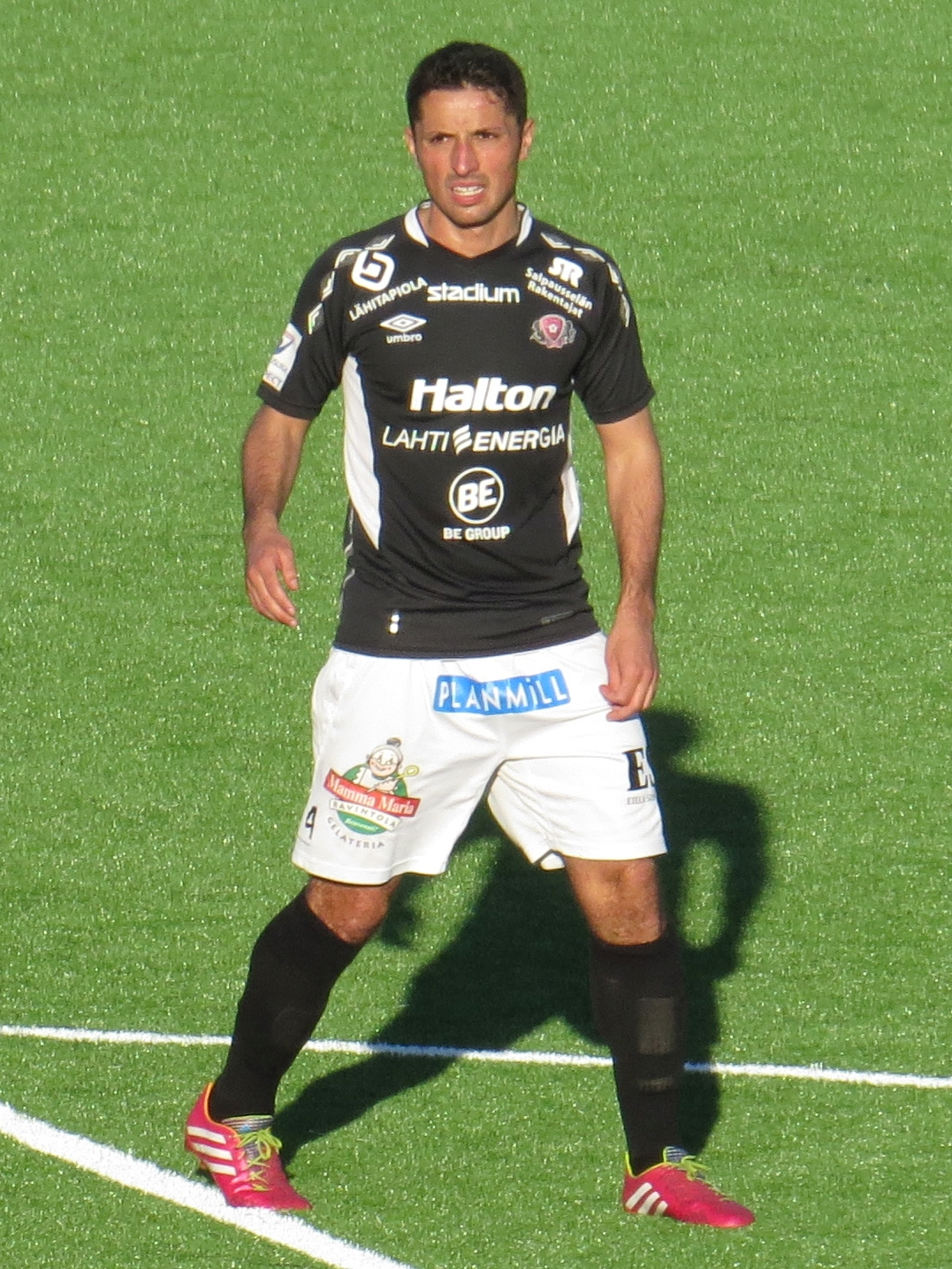
Gela w barwach klubu FC Lahti (2015)

Na początku 2007 roku został włączony do składu pierwszego zespołu Atlantis FC, z którym występował na poziomie Ykkönen. Po spadku klubu z ligi w sezonie 2009 przeniósł się do FC Haka. 19 kwietnia 2010 zadebiutował w Veikkausliidze w zremisowanym 0:0 spotkaniu przeciwko Turun Palloseura. 16 sierpnia 2010 w meczu z Tampere United (1:0) zdobył pierwszą bramkę w fińskiej ekstraklasie. Łącznie w sezonie 2010 zaliczył 21 występów, w których zdobył 2 bramki. W listopadzie 2010 roku odbył testy w AEK Ateny, jednak sztab szkoleniowy nie zdecydował się go zatrudnić. W 2011 roku występował on w PK-35 Vantaa (Ykkönen), dla którego rozegrał 22 spotkania i zdobył 2 gole. W styczniu 2012 roku został graczem Myllykosken Pallo-47. W barwach tego zespołu zadebiutował w europejskich pucharach w meczu z Cefn Druids AFC (0:0) w kwalifikacjach Ligi Europy 2012/13. Z powodu problemów finansowych, które w konsekwencji doprowadziły do rozwiązania klubu, pod koniec 2014 roku rozpoczął poszukiwanie nowego pracodawcy.
W przerwie zimowej sezonu 2013/14, po odbyciu testów, podpisał półroczny kontrakt z Widzewem Łódź prowadzonym przez Artura Skowronka. 14 lutego 2014 zadebiutował w Ekstraklasie w przegranym 0:1 meczu z Podbeskidziem Bielsko-Biała. Miesiąc później, po rozegraniu przez niego 5 ligowych spotkań, przeniesiono go do zespołu rezerw, gdzie pozostał do momentu wygaśnięcia umowy.
W sierpniu 2014 roku Gela został zawodnikiem FC Lahti, gdzie rozegrał 36 spotkań i zdobył 4 gole. W latach 2016–2017 występował w HIFK Fotboll, gdzie zaliczył 58 spotkań w fińskiej ekstraklasie. W grudniu 2017 roku powrócił do FC Lahti, w którym pozostał przez jeden sezon. Na początku 2019 roku ponownie został graczem HIFK Fotboll, z którym podpisał dwuletni kontrakt.

## Życie prywatne
Urodził się w Vučitrnie na terenie byłej Jugosławii (obecnie Kosowo). Ma dwoje starszego rodzeństwa: brata i siostrę. Posiada obywatelstwo albańskie, fińskie oraz kosowskie. Z powodu zagrożenia ze strony rozprzestrzeniającego się konfliktu zbrojnego w 1992 roku jego rodzina wyemigrowała do Finlandii. Początkowo zamieszkiwała ona w ośrodku dla uchodźców w Siilinjärvi, skąd przeniosła się do Kiuruvesi, a następnie do Espoo.